# Brattvågen
Brattvågen (norwegisch für Steile Bucht) ist eine kleine Nebenbucht der Holme Bay an der Mawson-Küste des ostantarktischen Mac-Robertson-Lands. Sie liegt westlich des Ring Rock und wird von steilwandigen Kliffs flankiert.
Laut Composite Gazetteer of Antarctica waren es russische Wissenschaftler, die sie benannten. Sehr viel wahrscheinlicher erfolgte die Benennung durch Norweger.